# Nicanor Plaza
Nicanor Plaza Águila (Santiago de Chile, 1844 - Florencia, Italia, 7 de diciembre de 1918) fue un escultor y profesor de arte chileno, autor de obras inspiradas en la historia. 

## Biografía

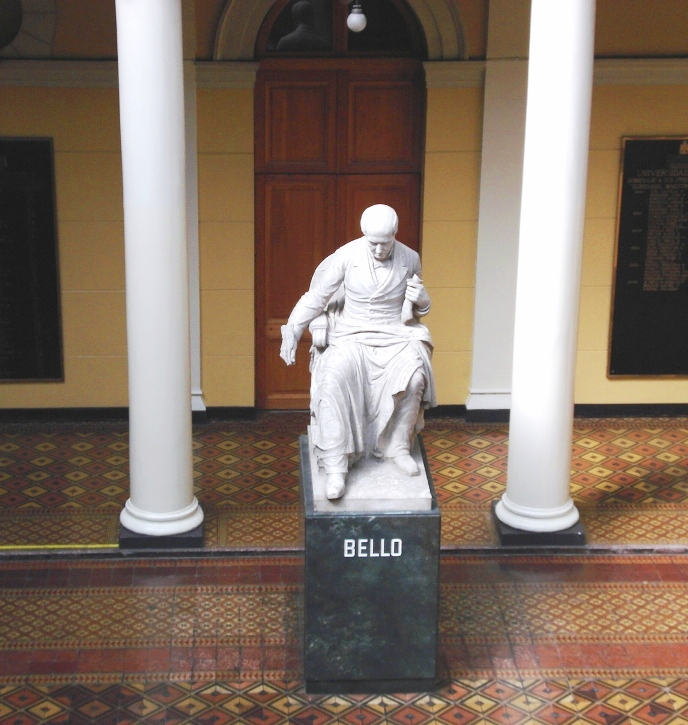
Estatua de Andrés Bello en la Casa Central de la Universidad de Chile, obra de Nicanor Plaza.

Nacido en Santiago en 1844, a temprana edad Nicanor Plaza entró a trabajar como aprendiz en la sombrerería M. Bayle, una de las de mayor prestigio en la capital chilena. Fue allí que se descubrió su vocación artística, ya que le gustaba dibujar en su tiempo libre.
El escultor francés Augusto François, que había venido a Chile contratado por el Gobierno para dirigir las primeras clases de escultura en Santiago, era compatriota y amigo de Bayle, el dueño de la sombrerería donde trabajaba Plaza, por lo que frecuentemente iba allí. Al notar el talento del muchacho, lo invitó ingresar en la clase de escultura que él dirigía. Fue así que Plaza, con solo 14 años, se unió en 1858 ingresó a la primera generación del curso de escultura en la recientemente inaugurada Academia de Bellas Artes dependiente de la Universidad de Chile. 
Cuando François se retiró, Plaza heredó su cargo de profesor. Ese mismo año, a los pocos meses de recibir clases, hizo la que seguramente fue su primera escultura —una guirnalda de flores copiada del natural—, que presentó en la exposición organizada por la Sociedad de Instrucción Primaria. Pronto, gracias a sus éxitos ganó una pensión de diez pesos de la época por tres años.
Elogiado por Benjamín Vicuña Mackenna, Plaza, después de cinco años de estudios, fue becado del Gobierno para continuar sus estudios en Francia. En 1863 se matriculó en la Escuela Imperial de Bellas Artes de París —L'École des Beaux-Arts o Grande Écol— y colaboró en el taller de François Jouffroy y de Carrier-Belleuse (autor del monumento a Bernardo O'Higgins en Santiago, frente a La Moneda; Plaza es autor de 2 de sus 4 bajorrelieves: El combate de El Roble y la Abdicación de O'Higgins).. Por esa época esculpe la controvertida estatua de Caupolicán, que en realidad era la de un indio norteamericano mohicano. 
Finalizados sus estudios en la Escuela Imperial, Plazo creó su propio taller en la capital francesa en 1867 y fue admitido en el Palacio de las Industrias —uno de los más famosos salones de París—, donde expuso un busto en mármol de Francisco Javier Rosales, ex encargado de Negocios de Chile en Francia. Ese mismo año obtuvo mención honrosa en  la Exposición Universal de París con El jugador de chueca. Cuando regresó a Chile en 1871 para asumir la cátedra de escultura de la Academia de Bellas Artes de Santiago llevó consigo el modelo original, que en su patria fue fundido en bronce en 1880 y comprado por el Gobierno. 
En 1900 regresó a París y luego emigró a Italia. En 1918 falleció de pulmonía en Florencia y fue enterrado en el cementerio Trespiano de esa ciudad. Sus restos descansan en el Parque de las Esculturas de la Universidad de Talca, Campus Lircay.

## Controversia porCaupolicán

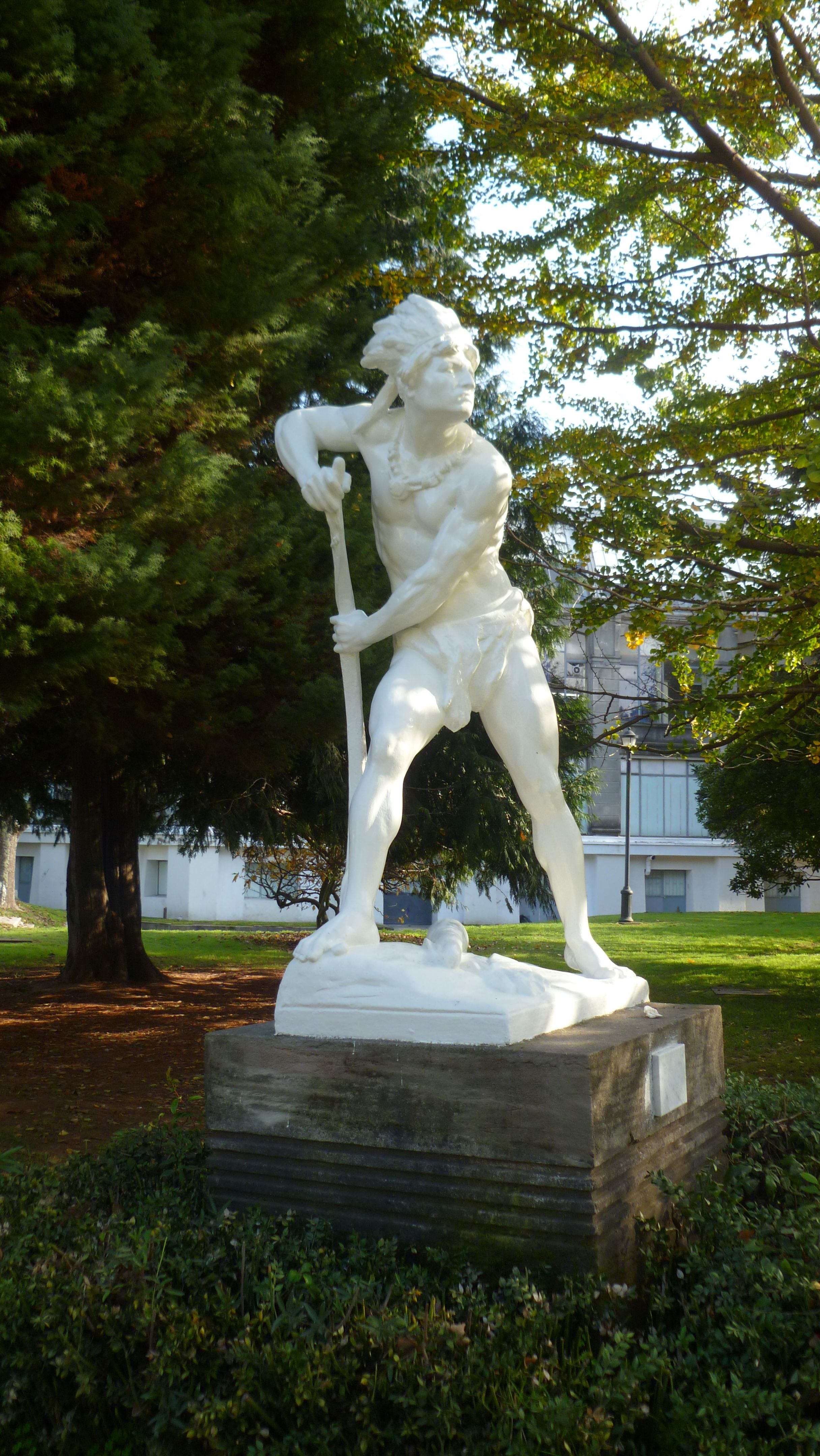
Copia de Caupolicán en la Universidad de Concepción.

Se ha criticado que su obra más conocida, Caupolicán, carece de precisión histórica, pues lleva una tiara con plumas, ornamento que nunca correspondió al pueblo mapuche. Plaza escribió, en su maqueta de diseño, la frase "The last of the Mohicans" (El último de los mohicanos), ya que su diseño estaba inspirado en un grabado que aparece en una edición ilustrada de la novela El último mohicano, de James Fenimore Cooper. La estatua estaba originalmente destinada a participar en un concurso internacional en Estados Unidos.
En 1863, diplomáticos de la Embajada de Estados Unidos en Chile le habían encargado a Plaza (que entonces residía en Europa) la elaboración de la estatua de un mapuche para obsequiarla al pueblo chileno. Plaza, que nunca había visto a un verdadero indígena (mucho menos a un mapuche), les ofreció una versión en bronce de The last of the Mohicans. Al ser ésta rechazada por el embajador norteamericano, Plaza le vendió la estatua al Gobierno chileno, siendo instalada en su ubicación actual (cerro Santa Lucía) en 1873. También existe una réplica de yeso ubicada en la Universidad de Concepción.
En el Parque Isidora Goyenechea de Cousiño, ubicado en Lota, existe una copia original del Caupolicán de Nicanor Plaza. Fue un encargo hecho por la familia a este ilustre escultor.
En la plaza de la ciudad de Rengo, antigua capital del departamento de Caupolicán en la antigua división política de Chile existe una copia de bronce de esta obra.
En el mirador "Caupolicán" del Cerro Navidad de la ciudad de Tomé se encuentra una réplica en bronce de menor tamaño, obsequio del capitán Horacio Vio Valdivieso del crucero Blanco Encalada con motivo de su paso por el antiguo puerto para el Terremoto de Chillán de 1939 donde prestó servicio de ayuda a los damnificados.

## Obras

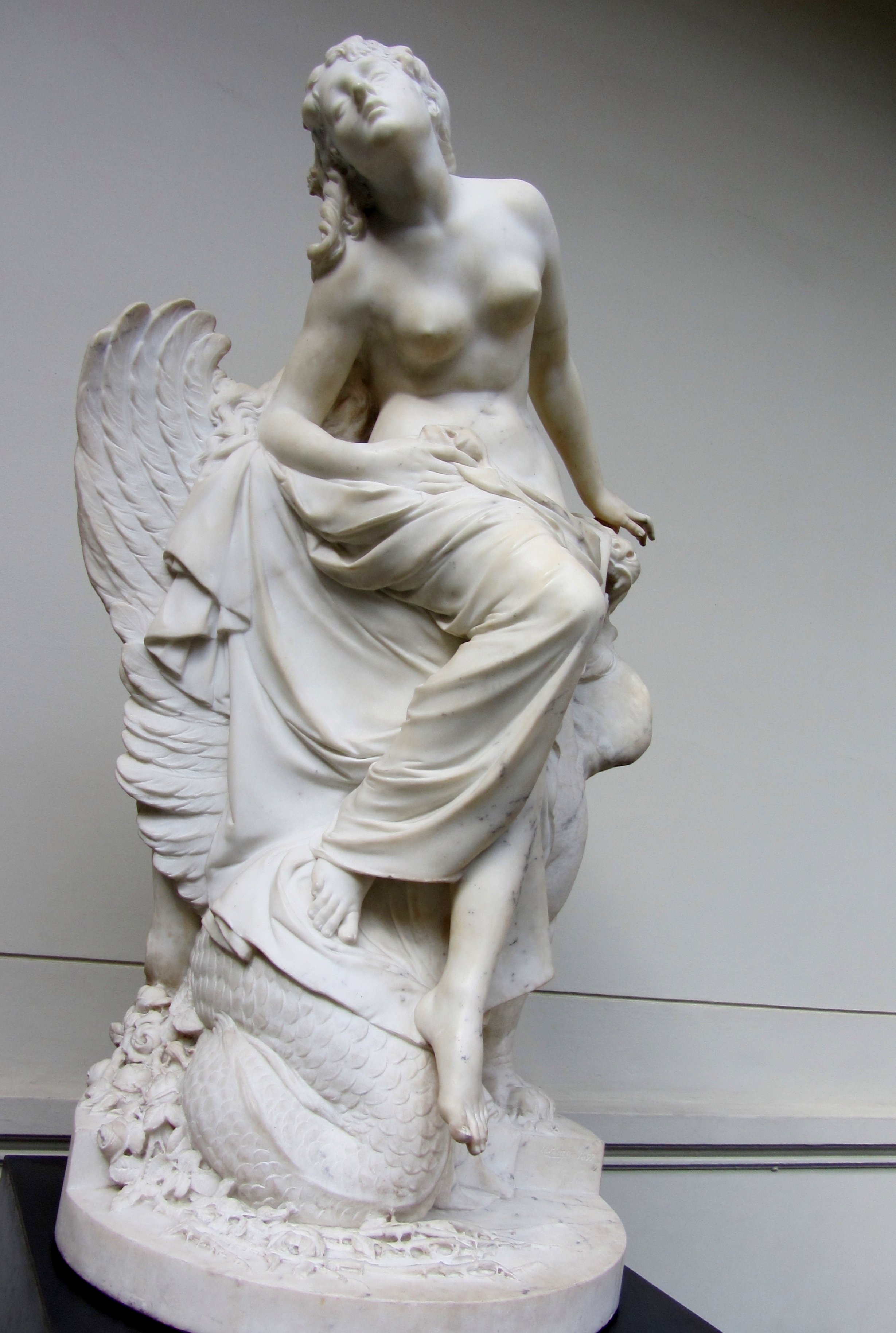
La Quimera, MNBA.

- Caupolicán (en un peñón del Cerro Santa Lucía de Santiago y en el Parque de Lota de la Universidad de Concepción)
- La Quimera, Museo Nacional de Bellas Artes y copias en la Plaza de Armas de Linares, el Club Talca, el Club de la República y la Clínica Santa María en Santiago, entre otros[8][9]
- Estatua de Andrés Bello (patio homónimo de la Universidad de Chile)
- Prólogo y Epílogo (ambas en el Teatro Municipal de Santiago)
- Estatua de Don Federico Schwager (ubicada en el sector de Maule, Coronel)
- Estatua de Domingo Eyzaguirre
- Estatua de Francisco Bilbao
- Monumento a los Escritores de la Independencia